# Parafia Wniebowzięcia Najświętszej Maryi Panny w Branicach
Parafia Wniebowzięcia Najświętszej Maryi Panny w Branicach – rzymskokatolicka parafia dekanatu Branice diecezji opolskiej. Mieści się przy ulicy Kościelnej. Prowadzą ją księża diecezjalni.

## Historia
Po raz pierwszy wzmiankowana w 1289 i należała pierwotnie do diecezji ołomunieckiej. Parafia została na nowo utworzona po reformacji w 1782 roku i znajdowała się wówczas się na terenie tzw. dystryktu kietrzańskiego. W 1863 obejmowała również Boboluszki i Michałkowice i liczyła 2967 katolików, 202 niekatolików, 62 żydów. Od końca II wojny światowej w granicach Polski. W diecezji opolskiej od 1972.